# SMS-Gateway
Ein SMS-Gateway erlaubt das Senden und den Empfang von SMS-Nachrichten mittels anderer Geräte als Mobiltelefonen.

## Versand (Gateways zum SMS)
Es gibt diverse Möglichkeiten, eine SMS-Nachricht ohne Mobiltelefon zu senden:

### Web-Service zu SMS
Die Eingabe von Nachricht und Empfänger erfolgt im Webbrowser über eine Website. Diese Funktion wird häufig von Freemail-Portalen als kostenpflichtige Zusatzleistung angeboten oder wird durch an die Nachricht angehängte Werbung finanziert.

### HTTP-Aufruf zu SMS
Diese Methode ist eine Programmierschnittstelle für Anwendungen. Sie ermöglicht das Versenden von SMS aus Programmen heraus, beispielsweise für wichtige Fehlermeldungen, Massenversand von Werbung oder auch für das Schreiben individueller Nachrichten in einer Desktop-Anwendung.

### SMPP zu SMS
Eine weitere Möglichkeit stellt die SMPP-Schnittstelle dar, welche für eine Direktanbindung und extrem schnelle Übertragung einer großen Anzahl von Nachrichten genutzt wird. Diese bieten zusätzlich zur HTTP-Schnittstelle die Möglichkeit, bereits eingespeiste Kurznachrichten vor dem Versand zu ändern oder zu löschen.

### E-Mail zu SMS
Eine E-Mail wird in eine SMS umgewandelt. Häufig in Gebrauch für Server-Monitoring und Benachrichtigungsdienste. Mittlerweile findet dieser Dienst auch seine Verwendung in Öffentlichen Bereichen, wo wichtige Nachrichten unverzüglich, gezielt und mobil vor Ort als SMS auch an mehrere Adressaten gleichzeitig zur Verfügung gestellt werden.

## Empfang (SMS zum Gateway)
Ebenso können SMS auch ohne Mobiltelefon empfangen werden.

### SMS zu E-Mail
Mit Hilfe der Dienstleistung SMS zu E-Mail kann man auch ohne Internetzugang E-Mails senden, sofern man Zugriff auf ein Mobilfunknetz hat. Da die meisten modernen Mobiltelefone heute eine App zum Versenden von E-Mails integriert haben und kostengünstige Internetzugänge über Mobilfunknetze verfügbar sind, ist die Methode SMS zu E-Mail allerdings kaum noch verbreitet, während sie in den frühen 2000er Jahren eine gewisse Bedeutung hatte, als mobiles Internet noch teurer war als SMS und die Mobiltelefone noch keine Möglichkeit hatten, direkt E-Mails zu verschicken. Die meisten Service-Anbieter in Deutschland unterstützen das Versenden von E-Mails über derartige Gateways nach wie vor.

### SMS ins Festnetz
Bei der Dienstleistung SMS ins Festnetz ist der Empfänger ein Festnetztelefon.

## Bidirektionale SMS Gateway
Eine Sonderform ist das bidirektionale SMS Gateway, auch 2-Way SMS genannt.
Dieser Begriff beschreibt die Möglichkeit SMS über eine SMS Gateway zu versenden und auch zu empfangen. Ein Anwendungsfall dafür kann sein, wenn Banken oder Kreditanbieter SMS an ihre Kunden mit der Bitte um Autorisierung senden.